# Simplicia murinalis
Simplicia murinalis är en fjärilsart som beskrevs av Moore 1867. Simplicia murinalis ingår i släktet Simplicia och familjen nattflyn. Inga underarter finns listade i Catalogue of Life.